# Хлопки
Село Хлопки входить до складу Міського поселення Воскресенськ. Станом на 2010 рік його населення становило 60 чоловік.

## Розташування
Село розташовано на північний схід від Воскресенська, Між Москвою-рікою та рвікою Натинка. поруч із трасою Москва-Рязань. Найближчі населені пункти Трофімово, Чемодурово, Маришкіно.

## Транспорт
На схід від села розташована залізнична платформа «Трофімово», яка знаходиться на лінії Москва-Рязань